# کیت برومهال
کیت برومهال (انگلیسی: Keith Broomhall؛ زادهٔ ۲۱ مهٔ ۱۹۵۱) بازیکن فوتبال اهل بریتانیا است.
از باشگاه‌هایی که در آن بازی کرده‌است می‌توان به باشگاه فوتبال ایستوود و باشگاه فوتبال پورت ویل اشاره کرد.